# 往生院 (熊本市)
往生院（おうじょういん）は、熊本県熊本市西区池田にある浄土宗の寺院。山号は無量寿山。寺号は泰安寺。本尊は阿弥陀如来。
本堂前に僧放牛が亡父の供養のために造立した放牛地蔵の6体目と100体目の石仏がある。

## 歴史
この寺は、安貞2年（1228年）法然の弟子弁長（聖光上人、聖光坊弁長、字は弁阿）が白川の辺に白川山往生院として開山した（創建寺地の伝承地は龍田村、大江町、南千反畑町の3か所がある）。これを加藤清正が古鍛冶屋町に移した。その後、元禄年中（1688年 - 1703年）に飽田郡古町村に替地されたが、堂宇が完成しないうちに、享保9年（1724年）現在地の池田村に移った。江戸時代にはこの地域における浄土宗の触頭の任に当たっていた。
往生院は1877年（明治10年）の西南戦争の時、熊本城攻撃の時の薩軍熊本隊本営となった。熊本隊は攻撃中止の変更を受け、吉次に転進した。なお、往生院の隣の光永寺（浄土真宗本願寺派）も、一時薩軍に占領され、戦闘の地になったので、本堂、山門に弾痕が残っている。

## 境内墓地
境内に往生院の開基弁長（藤原聖光、 - 嘉禎4年/1238）の墓、奥山静叔（せいしゅく、熊本洋医学の振興に努めた）の墓、熊本洋学校の生みの親である横井太平（昭和28年熊本県近代文化功労者）の墓がある。
正清院供養塔がある。正清院は徳川家康の八女振姫で、蒲生飛騨守秀行の妻となった。その姫を徳川秀忠が養女にして加藤忠広に嫁がせた。忠広夫人が母の供養のために建てた。
境内に豪潮（全国に宝篋印塔を2000以上建てた）の宝篋印塔がある。

## 所在地および交通アクセス
- 熊本県熊本市西区池田1-2-50
- バス - 往生院前下車。西へ50メートル。（熊本都市バス、産交バス）桜町バスターミナル14番乗り場から出るバスはすべて止まるので便利。
- 鉄道 - 上熊本駅下車。ロータリーをすぐ東へ、坂道を上がる。三叉路を左に曲がり、東に進み京町台保育園の北にある。